# Roads to Freedom: Socialism, Anarchism, and Syndicalism
Caminhos para a liberdade: socialismo, anarquismo e sindicalismo ( no original, em inglês, Roads to Freedom: Socialism, Anarchism, and Syndicalism) é uma obra de  1918, escrita  pelo matemático, lógico e filósofo britânico Bertrand Russell,  na qual o autor registra suas reflexões  acerca do socialismo, do anarquismo e do sindicalismo. 
A filosofia analítica, bem como a lógica e a matemática são observadas no método utilizado pelo autor no livro. Em cada capítulo o autor submete suas próprias formulações ao mesmo rigor crítico a que submete os textos dos autores que cita na obra.
Livre pensador Bertrand Russell aborda, nesse livro, sua visão sobre os futuros problemas do mundo, vistos daquele momento, baseando-se em críticas e análises de pensadores como Karl Marx, Mikhail Bakunin, e no sindicalismo dos séculos XIX e XX. 
O autor foi laureado com o Prêmio Nobel de Literatura, em 1950.